# Liste der Baudenkmäler in Nohfelden
In der Liste der Baudenkmäler in Nohfelden sind alle Baudenkmäler der saarländischen Gemeinde Nohfelden nach ihren Ortsteilen aufgelistet. Grundlage ist die Veröffentlichung der Landesdenkmalliste mit Stand vom 1. März 2011 und die aktuelle Teildenkmalliste des Landkreises St. Wendel in der Fassung vom 9. August 2017.

## Bosen-Eckelhausen
| Lage                  | Bezeichnung                | Beschreibung | Bild |
| --------------------- | -------------------------- | --- | ---- |
| Bostalstraße 64 Lage  | Sog. „Judenhaus“, Wohnhaus | Wohnhaus aus dem 18. Jahrhundert |      |
| Brückenstraße         | Mikwe                      | Das ehemalige Mikwe wurde 1840 erbaut. |      |
| Willibrordstraße Lage | Ev. Pfarrkirche            | Die Pfarrkirche wurde in den Jahren 1914 bis 1916 nach Plänen von Karl Siebold errichtet. An das Langhaus des Saalbaus in Neorenaissance-Formen schließt sich ein breites Querschiff und ein Chorraum an. |      |

## Eisen
| Lage           | Bezeichnung                            | Beschreibung | Bild |
| -------------- | -------------------------------------- | ------------ | ---- |
| Hunsrückstraße | Kath. Kapelle, 18. Jh. (Einzeldenkmal) |              |      |

## Gonnesweiler
| Lage                         | Bezeichnung                | Beschreibung | Bild |
| ---------------------------- | -------------------------- | --- | ---- |
| Bocksborn 1 Lage             | „Schlösschen“, Jagdschloss | Das Jagdhaus wurde 1894 für den Saarbrücker Ingenieur Fritz von Rexroth erbaut. 1910 wurde gegenüber dem Jagdhaus eine Garage mit darüber liegender Wohnung für den Chauffeur erbaut. Dieses Gebäude wurde 1930 umgebaut und vergrößert. Das Jagdhaus ist ein dreigeschossiger Putzbau mit Krüppelwalmdach. Ein vorstehender Gebäudeteil mit tiefgezogenem Dach ist über einem Sockel in Fachwerk ausgeführt. |      |
| Kirchstraße                  | Altar                      | Der hölzerne Barockaltar aus dem 18. Jahrhundert stand ursprünglich in der 1970 abgerissenen Gonnesweiler Kapelle. Auf der Mensa erhebt sich ein Altarretabel mit Kartusche im Zentrum. Sie enthält ein Gemälde des hl. Johannes von Nepomuk und wird eingerahmt von korinthischen Säulenbündeln und Pilastern. Darüber erhebt sich ein Aufbau, in dessen Mitte eine weitere Kartusche mit den Buchstaben JHS sitzt. Die Kartusche wird umrahmt und gekrönt von Voluten und Rocaille-Elementen.                           |      |
| Nahetalstraße 31/31a/32 Lage | Schloss Esebeck, Steintrog | Das barocke Schlösschen mit englischem Garten war ursprünglich Lehenshaus der Herrschaften des „Hochgerichtes Neunkirchen/Nahe“ und war um 1730 entstanden. Von der ehemaligen Gebäudeanlage ist allerdings sich lediglich das Kellergeschoss erhalten auf dem heute drei aneinander gebaute Wohnhäuser stehen. |      |
| Obere Seestraße Lage         | Jüdischer Friedhof         | Der jüdische Friedhof in Gonnesweiler wurde um 1800 angelegt. 1932 wurde der Friedhof vergrößert und neu eingefriedet. Die letzte Beerdigung fand 1940 statt. Von den 60 bis 70 Bestattungen, die hier stattfanden, sind heute noch 21 Gräber erhalten. Während der NS-Zeit wurde der Friedhof geschändet und zerstört. Erst nach dem Krieg wurde er wieder hergerichtet. 1980 errichtete die Gemeinde Nohfelden gemeinsam mit der Synagogengemeinde Saar eine Gedenkplatte für die jüdischen Mitbürger von Gonnesweiler. |      |

## Neunkirchen
| Lage            | Bezeichnung                                                                    | Beschreibung | Bild |
| --------------- | ------------------------------------------------------------------------------ | --- | ---- |
| Nahestraße Lage | Kath. Kirche St. Martin, 1828–29 von Valentin Karsch und König (Einzeldenkmal) | Ältester Teil von St. Martin ist der mittelalterliche Turm mit Spitzhelm. Das klassizistische Langhaus wurde in den Jahren 1828/29 nach Plänen von Valentin Karsch und König erbaut. Das innere wird von einer dreigeteilten Decke mit offenem Dachstuhl dominiert. Ungewöhnlich ist die Chorschranke mit drei Rundbögen auf rechteckigen Pfeilern. Über dem mittleren Bogen, der breiter und höher ist als die beiden anderen, befindet sich ein flacher Dreiecksgiebel mit Missionskreuz. Flankiert wird der Bogen von zwei Figuren auf Konsolen. Auf der Rückwand des gerade abgeschlossenen Chorraums sind im oberen Bereich Malereien angebracht. |      |

## Nohfelden
| Lage                    | Bezeichnung               | Beschreibung | Bild |  |
| ----------------------- | ------------------------- | --- | ---- |  |
| Am Burghof 6 Lage       | Amtshaus                  | Das längsrechteckige Gebäude mit Walmdach wurde 1821/22 als Gebäude für ein Amtsgericht erbaut. Die beiden Geschosse des Putzbaus erheben sich über einem niedrigen Sockel. Die sieben Fensterachsen sind mit hochrechteckigen Sprossenfenstern ausgeführt. Im Erdgeschoss befindet sich in der mittleren Achse eine Eingangstür mit Lünettenfenster. Ein Gesims trennt Erd- und Obergeschoss. Im Dach befindet sich über den drei zentralen Achsen der Schaufassade eine Dachgaube mit Dreiecksgiebel und vier fenstern. Die beiden äußeren sind kleiner als die mittleren Fenster. Seit 2005 befindet sich im Gebäude das „Museum für Mode & Tracht“. |      |  |
| An der Schloßmühle Lage | Ev. Pfarrkirche           | Erbaut im 18. Jahrhundert. Hoher Saalbau mit Eingang in der Längsachse. Auf eiern Giebelseite sitzt ein massiver Giebelreiter mit Satteldach als Glockenturm. |      |  |
| Bahnhofstraße 8 Lage    | Wohnhaus                  | Erbaut um 1900 |      |  |
| Burgberg Lage           | Burg Nohfelden, Burgruine | Die Spornburg wurde um 1280 von Wilhelm Bosel von Oberstein erbaut. Mitte des 15. Jahrhunderts gelangte sie in den Besitz der Herzöge von Pfalz-Zweibrücken. Im 15. Jahrhundert wurde die Festung erweitert. Nach der Französischen Revolution wurde das Anwesen 1804 versteigert und vom neuen Besitzer abgebrochen. Erhalten ist der runde Bergfried, Teile der Ringmauer und das Kellergeschoss des Palas. |      |  |
| Schloßstraße 5 Lage     | Ehem. Gasthaus Loch       | Das ehemalige Gasthaus wurde im 18. Jahrhundert als traufständiger, zweigeschossiger Putzbau errichtet. |      |  |

## Selbach
| Lage                        | Bezeichnung                                       | Beschreibung | Bild |
| --------------------------- | ------------------------------------------------- | --- | ---- |
| Birkenfelder Straße 1 Lage  | Oldenburger Hof, Bauernhaus, 1807 (Einzeldenkmal) | Der Bürgermeister Peter Schneider hatte nach der Flucht der Benediktinermönche vor der Französischen Revolution im Jahre 1792 das Kloster Tholey erworben und nutzte dessen Steine zwischen 1804 und 1807 zum Bau eines stattlichen Bauernhofes mit Gerberei, Brennerei und Gastwirtschaft. Das südwestdeutsche Einhaus ist ein traufständiger, zweigeschossiger Putzbau mit Wohntrakt, Scheune und Stall. Der sechsachsige Wohntrakt ist durch eine gequaderte Lisene vom restlichen Gebäude getrennt und besitzt ein Geschossgesims. Über dem Eingang sitzt ein geschweifter Giebel, der mit dem Gesims verkröpft ist. Ein Krüppelwalmdach überspannt das komplette Gebäude. |      |
| Birkenfelder Straße 16 Lage | Wegekreuz                                         | Holzkruzifix mit gusseisernem Korpus auf einem Sandsteinsockel mit Inschrift: „Hl. Kreuz unsere einzige Hoffnung sei gegrüsst!“ Errichtet 1835. |      |
| Tholeyer Straße Lage        | Kath. Antonius- und Kathreinenkapelle             | Die Kapelle St. Antonius (auch „Kathreinkapelle“) wurde im 16. Jahrhundert erbaut. Ältester Teil des Saalbaus ist der Turm aus dem 13. Jahrhundert, die Glocke stammt aus dem Jahr 1509. Der vollständig erhaltene spätbarocke Kreuzweg ist in seiner Art einmalig. Zur Ausstattung gehört ein Altar mit Säulenschmuck und Heiligenfiguren aus dem 18. Jahrhundert. |      |
| Zur Waldkapelle             | Wegekreuz                                         | Das große Sandsteinkruzifix steht auf einem hohen Fuß mit hohem Sockel und wurde in der zweiten Hälfte des 19. Jahrhunderts errichtet. |      |

## Sötern
| Lage                  | Bezeichnung        | Beschreibung | Bild |
| --------------------- | ------------------ | --- | ---- |
| Matzenbergstraße Lage | Ev. Pfarrkirche    | Ältester Teil der Kirche ist der Glockenturm aus dem Jahr 1578 mit romanisierenden, gotischen und Renaissancefirmen. Der quadratische Saalbau mit Walmdach entstand im 18. Jahrhundert und nimmt den Turm leicht in der Giebelseite auf. Die hintere Langseite besitzt drei Fensterachsen, die vordere Seite fünf Achsen, wobei die mittlere als schlichtes Eingangsportal ausgeführt ist. |      |
| Weiherdamm Lage       | Jüdischer Friedhof | Der Friedhof wurde um 1650 angelegt und gehört damit zu den ältesten jüdischen Friedhöfen im Saarland. wurde. Der älteste erhaltene Grabstein stammt aus dem Jahr 1748. Während des 19. Jahrhunderts wurde der Friedhof mehrfach erweitert. Während der Zeit des Nationalsozialismus wurde er 1938 verwüstet. Die letzte der insgesamt 500 bis 600 Bestattungen fand im Jahr 1941 statt.   |      |

## Türkismühle
| Lage                | Bezeichnung         | Beschreibung | Bild |
| ------------------- | ------------------- | --- | ---- |
| Trierer Straße Lage | Ev. Kirche          | Die evangelische Kirche wurde in den Jahren 1958/59 nach Plänen des Architekten Heinrich Otto Vogel. Das Gebäude mit Buntsandsteinverkleidung erinnert an eine Burg und besitzt einen von einer Fischform abgeleiteten Grundriss. Der Altar der Saalkirche wurde in den dreiseitigen Schluss des Chores gemauert. Ein Pultdach steigt von der West- zur spitz zulaufenden Ostseite an. Über dem schlichten Portal sitzt eine bronzene Kleinplastik. Eine kleine Kreuzfenstergruppe und ein senkrecht verlaufendes Fensterband belichten das Innere. |      |
| Trierer Straße Lage | Holzhauserhof       | Der Holzhauserhof war ein Gestüt der Herzöge von Zweibrücken und ab 1830 Forsthaus des Herzogs von Oldenburg. Seit 1948 ist das Gebäude Teil der saarländischen Forstverwaltung. Erbaut wurde der Hof um 1727. Dem zweigeschossigen Mittelbau mit Walmdach sind zwei eingeschossige Seitenflügel beigestellt. Im Mittelbau sind fünf Achsen eingelassen und ein Geschossgesims gliedert den Bau. Der linke Seitenflügel besitzt fünf Achsen, der rechte vier.                                                                                       |      |
| Trierer Straße Lage | Kirche St. Ignatius | St. Ignatius wurde 1968 von Hanns Schönecker über annähernd quadratischem Grundriss aus einer Stahlstützenkonstruktion errichtet, die mit Sichtbetonplatten verkleidet wurde. Das schiefergedeckte Zeltdach ist asymmetrisch. Eine gläserne Gaube belichtet das Innere der Kirche. Das angebaute Pfarrhaus ist flach gedeckt und aus blockhaften Gebäudeteilen zusammengesetzt. |      |

## Walhausen
| Lage | Bezeichnung                                 | Beschreibung                                    | Bild |
| --- | ------------------------------------------- | ----------------------------------------------- | ---- |
| Am Bruderborn 4. Gewann (Gewann), Flur 2, Flurstück 12 Lage | Pump- und Verteilerstation mit Quellfassung | Einzeldenkmal, Luftverteidigungszone West, 1939 |      |
| Am Stabel (Gewann), Flur 7, Flurstück 134/1 Lage | Kampfbunker WH-Nr. 1057                     | Einzeldenkmal, Luftverteidigungszone West, 1939 |      |
| Am Weißen Haasen Unterste Gewann (Gewann), Flur 7, Flurstücke 34, 35, 36/4, Flur 10, Flurstücke 1, 28 Lage                                                                                      | Betonhöckerhindernis                        | Luftverteidigungszone West, 1939                |      |
| Birkenfelderweg (Gewann), Flur 1, Flurstücke 2, 3, 28 Lage | Straßendurchfahrtssperre                    | Luftverteidigungszone West, 1939                |      |
| Birkenfelderweg (Gewann), Flur 1, Flurstück 1 Lage | Kampfbunker WH-Nr. 1055                     | Luftverteidigungszone West, 1939                |      |
| In der Arwies (Gewann), Gemarkung Walhausen, Flur 1, Flurstück 24, In der obersten Mehbach, In der untersten Mehbach (Gewann), Gemarkung Steinberg-Deckenhardt, Flur 11, Flurstücke 40, 42 Lage | Betonhöckerhindernis                        | Westbefestigung, 1939                           |      |

## Wolfersweiler
| Lage                                                                        | Bezeichnung                 | Beschreibung | Bild |
| --------------------------------------------------------------------------- | --------------------------- | --- | ---- |
| Parkstraße 14 (falsche Bezeichnung Denkmalliste Ernst-Heinz-Straße 14) Lage | Schule                      | 1912 erbaut |      |
| Parkstraße 1 Lage                                                           | Wohnhaus und Scheune        | Wohnhaus 1881 errichtet, Scheune 1836 |      |
| Parkstraße 3 Lage                                                           | Wirtschaftsgebäude          | Erbaut im 18. Jahrhundert |      |
| Parkstraße 4 Lage                                                           | Wohnhaus                    | Erbaut im 18. Jahrhundert |      |
| Ringmauer Lage                                                              | Ev. Pfarrkirche             | Ältester Teil der Kirche ist der Turmunterbau aus dem 13. Jahrhundert. Der Turm stammt aus dem 15. Jahrhundert. Das Kirchenschiff wurde in den Jahren 1786 bis 1788 nach Plänen von Friedrich Gerhard Wahl erbaut, nachdem das alte Kirchenschiff wegen Baufälligkeit abgerissen wurde. Der barocken Saalkirche mit drei Fensterachsen ist an der Südseite ein Turm beigestellt, in dem sich ein Portal mit geradem Sturz und profiliertem Gewände befindet. Das Kirchenschiff wird von einem Walmdach mit kleinen Gauben gedeckt. |      |
| St.-Wendeler-Straße Lage                                                    | Kath. Kirche St. Laurentius | St. Laurentius wurde in den Jahren 1867/68 im Stil des Historismus mit neoromanischen Elementen errichtet. Dem dreiachsigen Langhaus ist ein unverputzter Turm vorangestellt. Der Chorraum schließt mit einer halbrunden Apsis ab. Bogenfriese und Lisenen schmücken das Gebäude außen. Man betritt das Kirchengebäude über ein Turmportal mit Rundbogen und Lünettenfenster. Die Gurtbögen zwischen den Jochen werden von mächtigen Rundsäulen mit Kompositkapitellen getragen.                                                   |      |
| St.-Wendeler-Straße 46 Lage                                                 | Wohnhaus                    | Erbaut im 19. Jahrhundert |      |